# Partido Democrático (Corea del Sur, 2008)
El Partido Democrático (Hangul:민주당, Hanja:民主黨) fue un partido político liberal de Corea del Sur. Desde su fundación en 2008, fue la principal oposición en la 18.ª Asamblea. A finales de 2011, se fusionó con el menor Partido de Unidad Ciudadana, formando el Partido Democrático Unido.

## Resultados electorales

### Elecciones legislativas
| Elecciones | Asientos totales ganados | Votos totales | Porcentaje de votos | Resultado de las elecciones | Líder en las elecciones |
| ---------- | ------------------------ | ------------- | ------------------- | --------------------------- | ----------------------- |
| 2008       | 81/299                   | 4,313,111     | 25.1%               | 55 asientos; Oposición      | Son Hak-gyu             |